# Luigi Bertolini
Luigi Bertolini (13. listopadu 1904 Busalla Italské království – 11. února 1977 Turín Itálie) byl italský fotbalista. Nejčastěji nastupoval na postu záložníka. Později se stal trenérem.
Svoji fotbalovou kariéru začal v klubu Savona. Potom jej koupili za 1000 lir činovníci s klubu Alessandrie. Zde pod trenérem Carcanem se stal vynikajícím fotbalistou, který v roce 1931 přestoupil do Juventusu. Zde vyhrál čtyři tituly (1931/32, 1932/33, 1933/34 a 1934/35). Kariéru zakončil v provinčním klubu Tigullia v roce 1940.
Za italskou reprezentací prvně nastoupil 1. prosince 1929. Byl součástí vítězného mužstva na MS 1934. Celkem za národní tým odehrál 26 utkání.
Po skončení fotbalové kariéry se stal trenérem. Jeho největším úspěchem byl post trenéra klubu Juventusu v sezoně 1951/52, jenže po 10. kole rezignoval.

## Hráčská statistika
| Sezóna  | Klub        | Liga      | Liga   | Liga | Ligové poháry | Ligové poháry | Ligové poháry | Kontinentální poháry | Kontinentální poháry | Kontinentální poháry | Celkem | Celkem |
| Sezóna  | Klub        | Soutěž    | Zápasy | Góly | Soutěž        | Zápasy        | Góly          | Soutěž               | Zápasy               | Góly                 | Zápasy | Góly   |
| ------- | ----------- | --------- | ------ | ---- | ------------- | ------------- | ------------- | -------------------- | -------------------- | -------------------- | ------ | ------ |
| 1925/26 | Savona      | 2. Divize | 19     | 9    | -             | 0             | 0             | -                    | 0                    | 0                    | 19     | 9      |
| 1926/27 | Alessandria | 1. Divize | 1      | 0    | -             | 0             | 0             | -                    | 0                    | 0                    | 1      | 0      |
| 1927/28 | Alessandria | 1. Divize | 29     | 4    | -             | 0             | 0             | -                    | 0                    | 0                    | 29     | 4      |
| 1928/29 | Alessandria | 1. Divize | 28     | 0    | -             | 0             | 0             | -                    | 0                    | 0                    | 28     | 0      |
| 1929/30 | Alessandria | Serie A   | 29     | 0    | -             | 0             | 0             | -                    | 0                    | 0                    | 29     | 0      |
| 1930/31 | Alessandria | Serie A   | 30     | 3    | -             | 0             | 0             | -                    | 0                    | 0                    | 30     | 3      |
| 1931/32 | Juventus    | Serie A   | 31     | 2    | -             | 0             | 0             | -                    | 0                    | 0                    | 31     | 2      |
| 1932/33 | Juventus    | Serie A   | 32     | 0    | -             | 0             | 0             | -                    | 0                    | 0                    | 32     | 0      |
| 1933/34 | Juventus    | Serie A   | 29     | 1    | -             | 0             | 0             | -                    | 0                    | 0                    | 29     | 1      |
| 1934/35 | Juventus    | Serie A   | 26     | 2    | -             | 0             | 0             | -                    | 0                    | 0                    | 26     | 0      |
| 1935/36 | Juventus    | Serie A   | 12     | 0    | -             | 0             | 0             | -                    | 0                    | 0                    | 12     | 0      |
| 1936/37 | Juventus    | Serie A   | 8      | 0    | -             | 0             | 0             | -                    | 0                    | 0                    | 8      | 0      |
| Celkem  | Celkem      | Celkem    | 274    | 21   | -             | ?             | ?             | -                    | 0                    | 0                    | 274    | 21     |

## Hráčské úspěchy

### Klubové
- 4× vítěz italské ligy (1931/32, 1932/33, 1933/34, 1934/35)

### Reprezentační
- 1x na MS (1934 - zlato)
- 2x na MP (1931-1932 - stříbro, 1933-1935 - zlato)